# Keisha Castle-Hughes
Keisha Castle-Hughes est une actrice néo-zélandaise née le 24 mars 1990 à Donnybrook (Australie-Occidentale). 
En 2004, elle devient la plus jeune actrice à être nommée à l'Oscar de la meilleure actrice pour Paï : l'élue d'un peuple nouveau alors qu'elle était âgée de treize ans.
En 2006, elle tient le rôle principal de Marie dans le film La Nativité et elle participe au film Star Wars, épisode III : La Revanche des Sith où elle joue le rôle de la Reine de Naboo. 
À la télévision, elle joue le rôle d'Obara Sand dans Game of Thrones et elle fait des apparitions dans les séries Legend of the Seeker : L’Épée de vérité et The Walking Dead.

## Filmographie
- 2002 : Paï (Whale Rider) de Niki Caro : Paikea
- 2005 : Star Wars, épisode III : La Revanche des Sith (Star Wars: Episode III - Revenge of the Sith) de George Lucas : Reine Apailana, de Naboo
- 2006 : La Nativité (The Nativity Story) de Catherine Hardwicke : Marie
- 2008 : Hey Hey It's Esther Blueburger de Cathy Randall : Sunni
- 2009 : The Vintner's Luck de Niki Caro : Celeste
- 2009 : Piece of My Heart (TV) de Fiona Samuel : Jeune Kat
- 2010 : Legend of the Seeker : L’Épée de vérité (TV) : La Créatrice - Maya
- 2011 : The Almighty Johnsons (TV) : Gaia
- 2011 : Vampire de Shunji Iwai : Jellyfish (drame japonais)
- 2011 : Red Dog de Kriv Stenders : Rosa (drame australien)
- 2013[1] : Rewind (TV) : Priya
- 2014 : The Walking Dead (saison 5, épisode 4) : Joan
- 2015-2017 : Game of Thrones (saisons 5, 6 et 7) : Obara Sand
- 2017 : Thank You for Your Service de Jason Hall : Alea
- 2017 : Manhunt: Unabomber (mini-série) - 8 épisodes : Tabby Milgrim
- 2020-2025 : Most Wanted Criminals (FBI: Most Wanted) : Hana Gibson (rôle principal)
- 2023-2024 : Star Wars: The Bad Batch : Emerie Karr (voix)

## Distinctions

### Récompenses
- Critics' Choice Movie Awards 2004 : Meilleure performance d'enfant pour Paï : l'élue d'un peuple nouveau
- Chicago Film Critics Association Awards 2004 : Artiste la plus prometteuse pour Paï : l'élue d'un peuple nouveau
- 2004 : New Zealand Film and TV Awards de la meilleure actrice pour Paï : l'élue d'un peuple nouveau
- 2004 : Online Film Critics Society Awards de la meilleure actrice pour Paï : l'élue d'un peuple nouveau
- 2004 : Young Artist Awards de la meilleure actrice pour Paï : l'élue d'un peuple nouveau
- 2009 : New Zealand Film and TV Awards de la meilleure actrice dans un téléfilm pour Piece of My Heart

### Nominations
- 2003 : Golden Schmoes Awards de la meilleure révélation féminine de l'année pour Paï : l'élue d'un peuple nouveau
- 2003 : Washington DC Area Film Critics Association Awards de la meilleure actrice  pour Paï : l'élue d'un peuple nouveau
- Chicago Film Critics Association Awards 2004 : Meilleure actrice pour Paï : l'élue d'un peuple nouveau
- Chlotrudis Awards 2004 : Meilleure actrice pour Paï : l'élue d'un peuple nouveau
- 2004 : Gold Derby Awards de la meilleure actrice principale pour Paï : l'élue d'un peuple nouveau
- 2004 : NAACP Image Awards de la meilleure actrice pour Paï : l'élue d'un peuple nouveau
- Oscars 2004 : Meilleure actrice pour Paï : l'élue d'un peuple nouveau
- 2004 : Phoenix Film Critics Society Awards de la meilleure actrice pour Paï : l'élue d'un peuple nouveau
- Screen Actors Guild Awards 2004 : Meilleure actrice dans un second rôle pour Paï : l'élue d'un peuple nouveau
- 2004 : Teen Choice Awards de la meilleure actrice pour Paï : l'élue d'un peuple nouveau
- Teen Choice Awards 2007 : Meilleure actrice pour La Nativité
- 2010 : New Zealand Film and TV Awards de la meilleure actrice pour The Vintner's Luck
- 2019 : The Equity Ensemble Awards de la meilleure actrice dans un téléfilm où dans un téléfilm pour On the Ropes partagée avec Nicole Chamoun, Igal Naor, Louis Hunter, Moustafa Dennawi, Claude Jabbour, Neveen Hanna, Jack Thompson, Setareh Naghoni, Priscilla Doueihy, Bozana Diab, Otis Dhanji, Wendy Strehlow, Mishelle Macatangay, Zoe Jensen, Majeda Beatty, Michael Denkha, Kobie Duncan, Eliana Dona et Marlee Barber.